# Cancer of the Larynx
Cancer of the Larynx ist eine 2008 gegründete Funeral-Doom-Band.

## Geschichte
Cancer of the Larynx entstand 2008 in Kooperation von Musikern, die Mitglieder von Gruppen waren die mit dem National-Socialist-Black-Metal-Spektrum assoziiert werden, darunter Sturmfolk, Massensterben, Nordblut und Urlog.
Cancer of the Larynx veröffentlichte ein Split-Album mit weiteren Projekten der gleichen Musiker über Horn Records 666, einem von Benjamin „Lifeless“ Hoeller unterhaltenem Label für derartige Eigenproduktionen. Nachfolgende Veröffentlichungen erschienen in Kooperation mit dem ukrainischen Independent-Label Depressive Illusions Records. Nach der EP My Funeral 2012 erschien 2014 das Studioalbum Burial Dreams. Eine Rezeption der Veröffentlichungen blieb indes aus.

## Stil
Die von Cancer of the Larynx gespielte Musik wird dem Funeral Doom zugerechnet.

## Diskografie
- 2010: Decay (Split-Album mit Letal, Freitodt und Krankhaft, Horn Records 666)
- 2012: My Funeral (EP, Depressive Illusions Records)
- 2014: Burial Dreams (Album, Depressive Illusions Records)